# オート・リサーチ・センター
オート・リサーチ・センター（Auto Research Center）は、アメリカの企業。ARC Indyとしても知られる自動車研究センターは、米国インディアナ州インディアナポリスに本社を置く研究開発会社で、レイナード・モータースポーツ北米本社として設立され、2002年に独立した。

## 合弁事業としての設立
オート・リサーチ・センター社は、3社による合弁事業として、1998年9月に設立された。
- 北米ホンダが10%、
- パックウェスト・レーシングのブルース・マッコウが31%、
- レイナード・モータースポーツ社が59%の出資[2][3]。

## 関連企業
直接関連する会社としては、レイナード北米社（Reynard North America Inc.）があり、1995年11月29日の設立、エイドリアン・レイナード自身の手によって、2003年1月6日に倒産。
レイナード・モータースポーツ社（Reynard Motorsport Ltd.）は、1993年8月10日の設立、2010年2月9日の解消で、2002年秋に整理をうけなかった数少ない会社のうちの一つで、レイナード・グループの頂点に立ち、債権者としての側面を持っていた。

## 会社に関する説明
ARCは、レイナードモータースポーツの北米本社として1998年に開設された。レイナードモータースポーツはイギリスのブラックリーにあるレイナードパークに拠点を置き 、当時は世界最大のレースカーの設計者および製造業者であり、オープンホイールレースとスポーツカーレースの両方の車を製造していた。米国での主な取り組みは、IndyCar / CARTのオープンホイールだった。
ARCは当初、スケールモデルの風洞と7ポストのテストリグを収容し、エンジニアリング設計スイート、スケールモデルのモデリング作成/構築、および技術オフィスはすべて同じ建物内にあった。 ARCは公的なテスト施設だったが、実際にはレイナードには十分な顧客がいて、施設はIndyCar /CARTとBARによって完全に予約されていた。レイナードモータースポーツは、2002年に管財人管理下に入ったが、主にIPOが中止され、ライリー&スコットのレースカー製造の高額な購入が行われた。 ARCはレイナードモータースポーツの腕だったので、親会社がなくてもそれ自体が自分自身であることに気づいた。
スタッフと少額の予算が手元にありますが、顧客がいないため、ARCは新しい顧客を引き付けるためにNASCARスケールモデルの構築に着手した。最初の主要な顧客は、NASCAR OEMメーカーであり、構築されたスケールモデルに感銘を受け、そこから、スポーツカーレースも他の顧客から大きな注目を集めた。このように、ARCは新しい方向性を見出した。

## 風洞建設
1998年にゼネラルマネージャーのデビッド・ピッチフォースの管理下に設計・建設が始まり、2000年の竣工後、彼はマネージングディレクターに就任した。
1998年には、イギリスのレイナード・モータースポーツ・グループの方でもブラックリーのレイナードパークに新本部の建設が始まった。
ビスターのレイナード・センターと呼ばれた旧本部にも、ピッチフォースの手になる風洞が建設されているが、時期は不明である。

## 施設の説明
50%スケールモデルの風洞とローリングドライブ、7ポストテストリグ、エンジニアリングデザインプログラム、50%スケールモデルのモデリング作成と構築、ARCではこれらがセットとして同じ建物内に収容されていた。
ARCは外に向けて開放された商用テスト施設だったが、実際にはレイナードには十分な顧客がいて、施設はIndyCar /CARTとBARによって完全に予約されていた。

## グループ崩壊
レイナード・モータースポーツ・グループの大多数の会社は、多くの理由で2002年に管財人の管理下になったが、新規の株式公開は中止され、ライリー&スコットへの高額投資が実行された。
レイナード北米社（Reynard North America Inc.）も同様に管財人の管理下に入ったが、買い戻しが実行され、既存のオート・リサーチ・センターに取りまとめて、存続がなんとか実現した。
2015年、ARCは空力自転車試験施設（ABT）を開設。 ARC風洞に収容されたこの新しい施設は、ARCの多くのソリューションとサービスのすべてに顧客の関心が確実にしながら、会社が成長を遂げたことを示した。
ARCは、レースやドライバーのシミュレーションの空力結果の精度を高めるために自動的に移動、ヨー、カーブを行うことができる風洞壁シミュレーションなどの新しい革新により、輸送業界のさらなる技術への取り組みを続けている。 ARCは、4つの大陸に事務所を持つグローバル企業となった。